# ASP-45
ASP-45 Tactical — самозарядный пистолет производства армянской компании «Aspar Arms», разработанный в 2013 году, и принятый на вооружение армянских спецподразделений и Вооружённых сил Республики Армения.

## История
Представленный в Армении на военных командно-штабных учениях «Ардзаганк 2013» в октябре 2013 года пистолет ASP-45, как ясно из его названия, предназначен для использования патронов .45 ACP, боеприпас пистолета в анкете указан на западный манер. Ударно-спусковой механизм куркового типа, двойного действия, режим огня — одиночный. Возможно использование глушителя и увеличенная, по сравнению со стандартом, магазин коробчатый двухрядный, ёмкость обоймы, — 10 или 14 патронов. Данное оружие предназначено для спецподразделений.

## Основные характеристики
- Масса: 1,5 кг.
- Длина: 225 мм и 410 мм с глушителем
- Длина ствола: 150 мм.
- Калибр: 11,43 мм.
- Патрон: .45 ACP
- Начальная скорость полёта пули: 262 м/с.
- Прицельная дальность: 50 м.
- Вид боепитания: 10 или 14 патронов

## Страны-эксплуатанты
- Армения